# بيتر تشوب
بيتر تشوب  (و. 1940 – 2009 م) هو اقتصادي، وأستاذ جامعي، وسياسي سويسري، ولد في بازل، توفي في جنيف، عن عمر يناهز 69 عاماً.

## مناصب
تولى منصب عضو المجلس الوطني السويسري
.

## التعليم
تعلم في جامعة جنيف، وتعلم في جامعة بازل
.